# June Duprez
June Duprez (* 14. Mai 1918 in Teddington, Middlesex, als June Ada Rose Duprez; † 30. Oktober 1984 in London) war eine britische Schauspielerin in Film, Fernsehen und Theater. Sie spielte in den 1930er und 1940er Jahren verschiedene Rollen in britischen und US-amerikanischen Kinoproduktionen. Darunter in Filmen wie Der Spion in Schwarz, Vier Federn, Der Dieb von Bagdad, None But the Lonely Heart oder Das letzte Wochenende.

## Leben und Karriere
June Duprez, 1918 in Teddington geboren, war die Tochter des US-amerikanischen Varietékünstlers und Schauspielers Fred Duprez, der zu dieser Zeit in England lebte und arbeitete. Ihre Eltern erlaubten ihr die Coventry Repertory Company zu besuchen, um professionelle Bühnenerfahrung zu bekommen. Ihr erster Mann, der Arzt Harley Street, den sie früh geheiratet hatte, ermutigte sie schließlich eine ernsthafte Schauspielkarriere zu verfolgen.
Nach den Erfolgen der britischen Filme Der Spion in Schwarz von Michael Powell und der Literaturverfilmung Vier Federn unter der Regie von Zoltan Korda im Jahr 1939 und dem darauffolgenden Engagement bei der nach Hollywood verlagerten Großproduktion Der Dieb von Bagdad, ebenfalls unter der Aufsicht von Korda, trennte sich das Paar. June Duprez drehte daraufhin eine Reihe von Spielfilmen in den Vereinigten Staaten, unter anderem Auf ewig und drei Tage, None But the Lonely Heart an der Seite von Cary Grant und Das letzte Wochenende, kehrte aber nach John Farrows Kriminaldrama Kalkutta Hollywood den Rücken und arbeitete für mehrere Rollen am Broadway in New York, bevor sie 1948 ein zweites Mal heiratete und ihre Aktivität im Filmgeschäft und auf der Bühne weitgehend einstellte.
Aus der Beziehung mit ihrem zweiten Mann, dem wohlhabenden Sportler George Moffett, Jr., stammen zwei Kinder. Diese Ehe wurde 1965 geschieden. June Duprez lebte eine Zeitlang in Rom, bevor sie nach England zurückkehrte und in London lebte, wo sie am 30. Oktober 1984 nach längerer Krankheit im Alter von 66 Jahren starb.

## Filmografie (Auswahl)
Kino
- 1936: The Crimson Circle
- 1936: The Amateur Gentleman
- 1936: The Cardinal
- 1939: Der Spion in Schwarz (The Spy in Black)
- 1939: Vier Federn (The Four Feathers)
- 1939: The Lion Has Wings
- 1940: Der Dieb von Bagdad (The Thief of Bagdad)
- 1942: They Raid by Night
- 1942: Little Tokyo, U.S.A.
- 1943: Auf ewig und drei Tage (Forever and a Day)
- 1943: Don Winslow of the Coast Guard
- 1943: Tiger Fangs
- 1944: None But the Lonely Heart
- 1945: The Brighton Strangler
- 1945: Das letzte Wochenende (And Then There Were None)
- 1946: That Brennan Girl
- 1947: Kalkutta (Calcutta)
- 1961: One Plus One

Fernsehen
- 1951: Robert Montgomery Presents (Fernsehserie, 1 Episode)